# Municipio de Mulberry (condado de Clay)
El municipio de Mulberry (en inglés: Mulberry Township) es un municipio ubicado en el condado de Clay en el estado estadounidense de Kansas. En el año 2010 tenía una población de 331 habitantes y una densidad poblacional de 3,32 personas por km².

## Geografía
El municipio de Mulberry se encuentra ubicado en las coordenadas 39°31′11″N 97°18′13″O / 39.51972, -97.30361. Según la Oficina del Censo de los Estados Unidos, el municipio tiene una superficie total de 99.71 km², de la cual 98,07 km² corresponden a tierra firme y (1,65 %) 1,65 km² es agua.

## Demografía
Según el censo de 2010, había 331 personas residiendo en el municipio de Mulberry. La densidad de población era de 3,32 hab./km². De los 331 habitantes, el municipio de Mulberry estaba compuesto por el 98,19 % blancos, el 0,6 % eran afroamericanos, el 0,6 % eran de otras razas y el 0,6 % eran de una mezcla de razas. Del total de la población el 1,21 % eran hispanos o latinos de cualquier raza.